# Seabria
Seabria är ett släkte av skalbaggar. Seabria ingår i familjen långhorningar.
Kladogram enligt Catalogue of Life:
| Seabria | \| \| Seabria mossambica \| \| \| \| \| \| Seabria orientalis \| \| \| \| |
|         | \| \| Seabria mossambica \| \| \| \| \| \| Seabria orientalis \| \| \| \| |
|         | Seabria mossambica                                                        |
|         |                                                                           |
|         | Seabria orientalis                                                        |
|         |                                                                           |